# Ptilope à couronne lilas
Ptilinopus coronulatus
Espèce
Statut de conservation UICN

 LC  : Préoccupation mineure
Le Ptilope à couronne lilas (Ptilinopus coronulatus) est une espèce d'oiseaux de la famille des Columbidae.

## Répartition et sous-espèces
Cet oiseau est répandu en Nouvelle-Guinée.
Selon la classification de référence du Congrès ornithologique international (15.1, 2025) il se répartit en cinq sous-espèces :
- P. c. trigeminus Salvadori, 1875 — Salawati et ouest de la péninsule de Doberai ;
- P. c. geminus Salvadori, 1875 — Yapen et nord-ouest de la Nouvelle-Guinée ;
- P. c. quadrigeminus Meyer, 1890 — nord-est de la Nouvelle-Guinée, Manam et Kairiru ;
- P. c. huonensis Meyer, 1892 — golfe de Huon ;
- P. c. coronulatus Gray, 1858 — littoral sud et îles Aru.